# Yajña

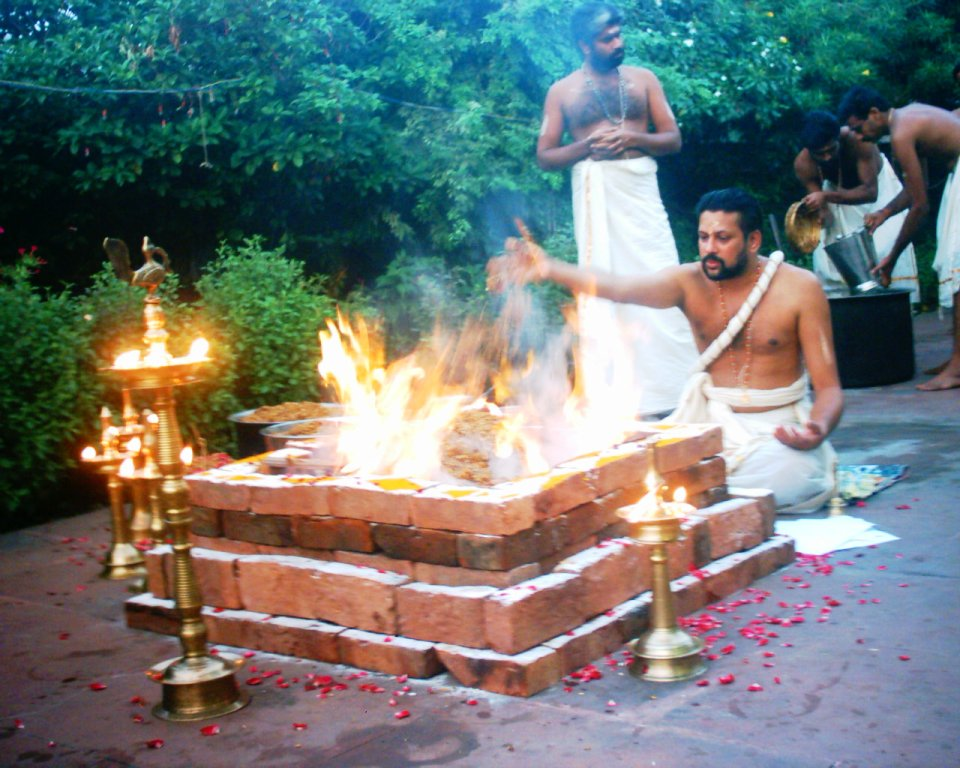
Un sacerdote brahmán realiza ofrendas de granos y ghi (mantequilla frita) como parte de un sacrificio yajña.

En el marco del hinduismo, el yajña es un ritual de oblación.
Se realiza para satisfacer a los devas o para obtener ciertos deseos (en los rituales kamia). Un elemento esencial en él es el llamado sacrificio de fuego (dedicado generalmente al dios del fuego Agni), ya que todo lo que se le ofrezca llegará a los devas.
En la época védica (mediados del II milenio a. C.) se denominaba yajña a un acto de adoración o de devoción. En esa época los sacrificios de fuego se llamaban joma. Más tarde, en la literatura posvédica, la palabra yajña pasó a representar una ofrenda, una oblación presentada a los dioses, o un sacrificio.

## Nombre sánscrito
- yajña, en el sistema AITS (alfabeto internacional de transliteración sánscrita).
- यज्ञ, en escritura devanagari.

### Significado
La palabra yajña deriva del verbo sánscrito iash, que significa:
- culto a las deidades (deva-puyana)
- unidad (sangati karana) y
- caridad (dana).

Un yajña (shrauta) debe ser realizado generalmente por un sacerdote adhuariu con un cierto número de sacerdotes adicionales, tales como el jotar y el udgatar que poseen una docena de ayudantes que recitan o cantan textos de los Vedas. Generalmente hay uno o tres fogatas en el centro de la zona de sacrificio. En el fuego se vierten ofrendas. Entre los ítems de oblación (ajuti) se incluyen grandes cantidades de gui, leche, granos, tortas de harina, carne animal o jugo de soma.
La duración de un yajña depende de su tipo; algunos pueden durar minutos, horas o días, otros pueden durar años, mientras los sacerdotes realizan ofrendas a los dioses mientras se acompañan con versos sagrados.
Algunos yajñas se realizan de manera privada, mientras que otros tienen un público de gran número de personas. Los yajñas posvédicos, donde se ofrece al fuego productos de la leche (como gui o yogur), frutas, flores, ropas y dinero, se llaman "iaga", joma o javana.
Un típico matrimonio hinduista también es un yajña, porque se supone que el dios Agni debe ser testigo de todos los matrimonios.
Los bráhmanas y las castas superiores reciben un iagñopavita (cordón sagrado) en su rito de iniciación upanaianam. El yajña upavitam simboliza el derecho de ese individuo a leer los Vedas y llevar a cabo yajñas o jomas.

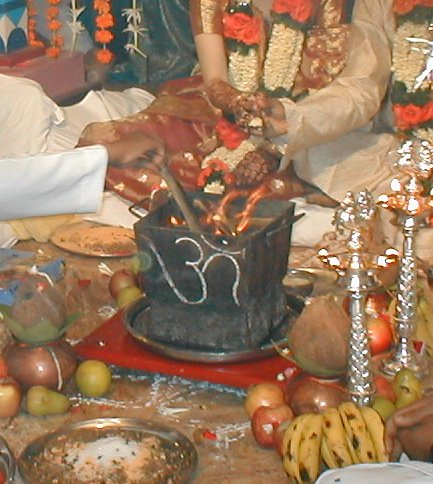
Un yajña (sacrificio de fuego) en una boda hindú.

La adoración en el templo se llama agámica, mientras que la comunicación con los dioses mediante Agni (el dios del fuego), se considera védica. En la actualidad, los ritos en el templo son una combinación de ambos. La sección de las escrituras hindúes acerca de los sacrificios se denomina vedá karma kanda (‘sección sobre actividades, de los Vedas’), la cual describe varios sacrificios para ofrecer oblaciones a los dioses a cambio de bendiciones materiales.
Los brájmanas nambudiri del Estado de Kerala están entre los más famosos sacerdotes shrauta (seguidores de los rígidos rituales shruti que mantienen estos antiquísimos rituales.
En la actualidad, solo unos pocos cientos de sacerdotes saben cómo realizar estos sacrificios e incluso menos son capaces de mantener estos fuegos sagrados continuamente y realizar los rituales shrauta.
Solo unos pocos miles de sacerdotes realizan el sacrificio agni-jotra o el sacrificio básico aupasana diariamente.

## Yajñas en los Vedas
En los Vedas se describen unos 400 tipos de yajña. De estos, 21 son (teóricamente) obligatorios para los duiyas (nacidos dos veces): los bráhmanas (sacerdotes), chatríias (militares) y vaishia (agricultores y comerciantes). También se llaman nitia karma porque son ‘actividades eternas’, que se deben realizar toda la vida. Los 21 iagñas obligatorios forman parte de los 42 samskaras (‘sacramentos’) que son obligatorios para todos los duiyas. El resto de los yajñas son opcionales, que se realizan como kamia karma (‘actividades [rituales] para [satisfacer] deseos’).
Solo el sacrificio de fuego agnijotra se debe realizar dos veces al día, al amanecer y al atardecer. Los restantes sacrificios se realizan con diferentes frecuencias a lo largo del año. Cuanto más complicado es el yajña, menos frecuencia. Los más grandes solo requieren ser realizados una vez al año. Los primeros 7 yajñas se llaman paka-yajñas, los segundos 7 javi-yajñas, y los últimos 7 soma-yajñas. Entre los 400 sacrificios no obligatorios yajñas tales como
- putra kameshti (para tener hijos),
- ashwa medha (‘sacrificio de caballo’ para reinar la Tierra»),
- raya suia (consagración del rey), etc.

## Aupasana
El simple sacrificio básico de fuego aupasana debe ser ejecutado (en teoría) dos veces al día. El fuego aupasana agni se enciende en el momento del matrimonio, a partir del fuego de la casa del padre. Los miembros de las cuatro castas (incluidos los esclavos y trabajadores shudrás) deben realizar el fuego aupasana.
Es obligatorio, aunque no forma parte de los 21 sacrificios obligatorios de fuego.

## Creencias actuales acerca de los efectos del yajña
Uno de los efectos principales de los yajña era el provocar la lluvia (paryania), aunque actualmente ―dado su fracaso completo de los sacrificios de fuego en aumentar la cantidad de la lluvia― en la actualidad se traduce como ‘derramamiento sublime de energía vital y fuerza espiritual desde los planos cósmicos superiores’.
Otros efectos incluyen el tratamiento de varias enfermedades, y la muerte de un enemigo.

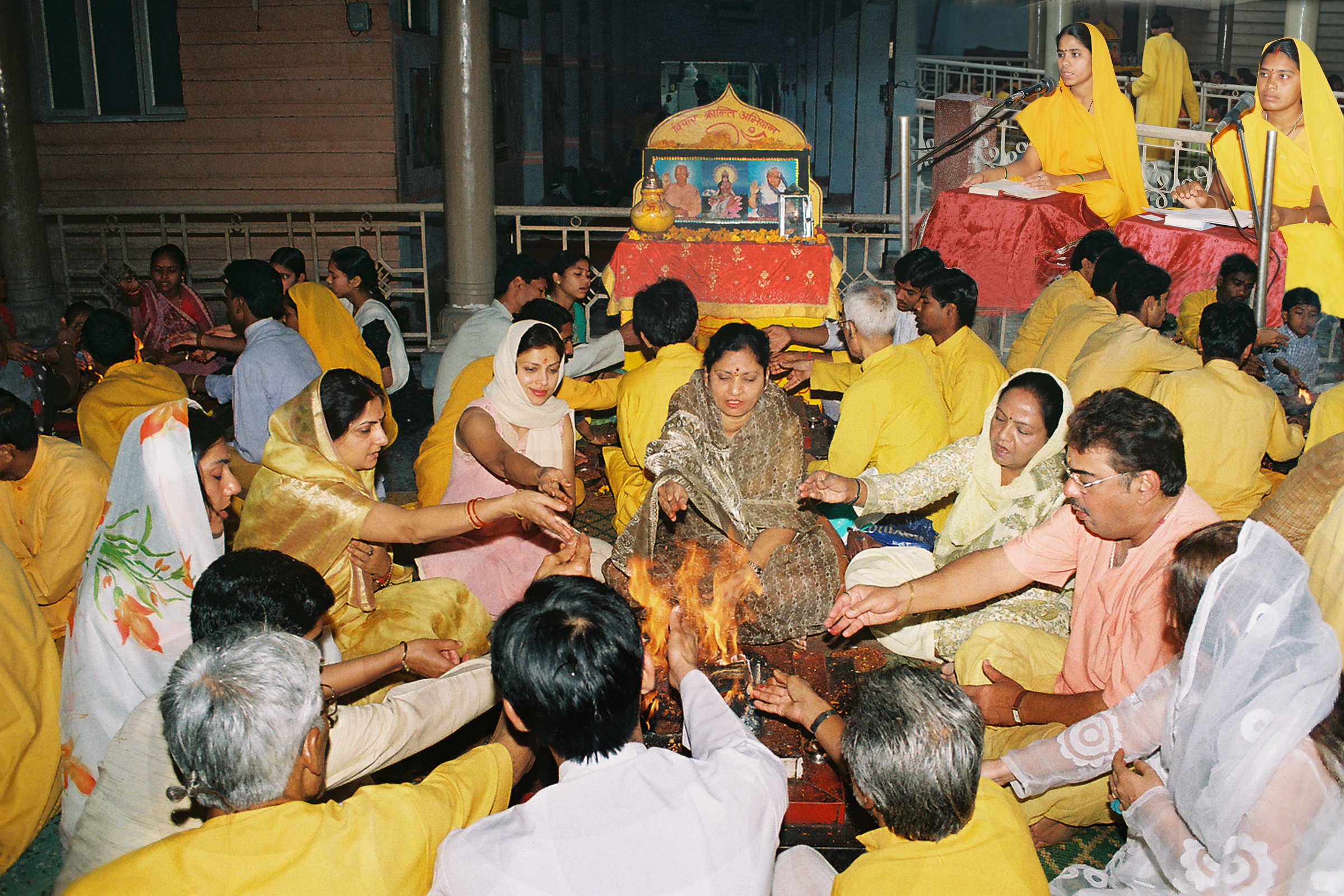
Un yajña samuhik.